# Chartered Association of Business Schools
Die Chartered Association of Business Schools (ABS), früher Association of Business Schools, ist die Vertretung führender Wirtschaftsfakultäten (business schools) von Universitäten, höheren Bildungseinrichtungen und unabhängigen Wirtschaftsschulen im Vereinigten Königreich. Zuletzt waren 116 Wirtschaftsfakultäten Vollmitglied der ABS. Sie ist mit dem Verband der Hochschullehrer für Betriebswirtschaft im deutschen Sprachraum vergleichbar.

## ABS Academic Journal Quality Guide
Die ABS ist Herausgeber des Academic Journal Guide, einer Zeitschriftenbewertung wirtschaftswissenschaftlicher Fachzeitschriften.